# Arrie (commune de Vellinge)
Pour les articles homonymes, voir Arrie.
Arrie est une localité suédoise située dans la commune de Vellinge en Scanie.
Sa population était de 220 habitants en 2020.